# أحداث قتل جنود أتراك يوم 27 فبراير 2020
يوم الخميس 27 فبراير 2020، قتل 33 جنديا تركيا في محافظة إدلب السورية وذلك في هجوم جوي شنته قوات النظام السورية المدعومة من روسيا. كما أصيب 36 جنديا أخر في الهجوم وتم نقلهم إلى المستشفيات في تركيا. توقيت الهجوم كان قبل أيام من الموعد النهائي التركي لقوات الحكومة السورية للانسحاب من المناطق التي استعادتها في الأشهر الأخيرة من المتمردين في شمال غرب سوريا. إذ تعتبر إدلب آخر محافظة سورية لا تزال جماعات المتمردين السوريين تسيطر ضمنها على أراضي كبيرة. وجاء الهجوم بعد أن استولى المتمردون المدعومين من تركيا على بلدة سراقب الرئيسية شمال شرق مدينة باليون.
أدانت تركيا الهجوم السوري باعتباره «هجومًا شنيعًا على الجنود الأبطال في إدلب الذين كانوا هناك لضمان أمننا القومي». وقال وزير الدفاع التركي خولوصي أكار إن الهجوم وقع «على الرغم من التنسيق مع مسؤولي الاتحاد الروسي الذين كانوا على الأرض عندما وقع هذا الهجوم». وقال عكار إن سيارات الإسعاف أصيبت أثناء الغارات. وقال رحمي دوجان، الحاكم المحلي لإقليم هاتاي جنوب شرق تركيا على الحدود مع إدلب، إن سيارات الإسعاف تلك كانت تتدفق من معبر حدودي سوري إلى مستشفى في بلدة ريحانلي القريبة مساء الخميس.
لم تعلق الحكومة السورية على الادعاء التركي. كما نفت وزارة الدفاع الروسية أن يكون سلاحها الجوي قد شن غارات في منطقة إدلب حيث يوجد الجنود الأتراك. وقالت موسكو إن القوات التركية «كانت تقع بالقرب من المناطق التي توجد فيها جماعات إرهابية» ثم «تعرضت لإطلاق نار من القوات السورية». وتنفي روسيا تورط قواتها في القتال في الوقت الذي تحاول فيه القوات الحكومية السورية، المدعومة من روسيا، استعادة إدلب من الجماعات الجهادية والفصائل المتمردة التي تدعمها تركيا المتمركزة هناك.

## قنوات التواصل
تحدث الرئيسان التركي والروسي عبر الهاتف يوم الجمعة. وأعلن الكرملين أن رجب طيب أردوغان وفلاديمير بوتين أعربا عن قلقهما واتفقا على الحاجة إلى «إجراءات إضافية» لتطبيع الوضع، مع إمكانية عقد قمة في المستقبل القريب. وتقرر أن يجتمع المسؤولون الروس والأتراك في وزارة الخارجية التركية. بدورها أعلنت روسيا أن كبار المسؤولين العسكريين الروس والأمريكيين ناقشوا الوضع في إدلب.

## ردود الفعل
- أعلنت تركيا ضربها 200 هدفًا حكوميًا سوريا رداً على مقتل جنودها، «محيدةً» 309 جندي سوري.[14]
- حذر الاتحاد الأوروبي من أن الأزمة قد تتصاعد أكثر، إذ قال جوزيف بوريل منسق السياسة الخارجية بالاتحاد الأوروبي أن «هناك خطر من الانزلاق إلى مواجهة عسكرية دولية مفتوحة.» «إنها تسبب أيضًا معاناة إنسانية لا تُطاق وتعرض المدنيين للخطر».[12]
- التقى سفراء الناتو يوم الجمعة في جلسة طارئة دعت إليها تركيا، الدولة العضو، بموجب المادة 4 من معاهدة التأسيس لحلف الناتو.[15] لقد عبروا عن «تضامنهم» مع تركيا، وأدانوا الغارات الجوية، ودعوا إلى وقف تصعيد النزاع وتجديد وقف إطلاق النار.[16] لكنهم لم يوافقوا على أي عمل عسكري، ناهيك عن منطقة حظر الطيران التي طالبت بها تركيا على إدلب، المنطقة التي وقعت فيها الضربة.[17] فبعيدا عن توفير بعض المراقبة الجوية على سوريا، لا يلعب حلف الناتو دورًا مباشرًا في الصراع، لكن أعضائه منقسمون بشدة بشأن التحركات التركية هناك.[18]
- أنقرة تعلن إنها لن تمنع اللاجئين من الذهاب إلى أوروبا بعد مقتل الجنود الأتراك في إدلب في سوريا.[19]

## تطور أزمة اللاجئين
عرضت وكالات الأنباء الحكومية التركية يوم الجمعة مقاطع فيديو لمئات المهاجرين وهم يشقون طريقهم إلى الحدود البرية التركية اليونانية. كما قام طاقم إخباري تركي بتصوير قارب للمهاجرين وهو يغادر إلى اليونان. بعدها بقليل قال مسؤول تركي إن تركيا قررت عدم وقف اللاجئين السوريين من الوصول إلى أوروبا برا وبحرا، تحسبا لوصول وشيك للاجئين من إدلب في سوريا حيث شرد حوالي مليون شخص. مضيفا أنه قد صدرت أوامر للشرطة التركية وخفر السواحل وأمن الحدود بالتراجع وعدم التصدي للمهاجرين. إلا أن الحكومة التركية لم تعلن بشكل رسمي إذا ما كانت ستفتح حدودها أمام اللاجئين السوريين. في المقابل عززت كل من اليونان وبلغاريا دورياتهما الحدودية يوم الجمعة. فأعلنت اليونان أنها أغلقت بوابة كاستانيي / بازاركولي الحدودية مع تركيا لمنع اللاجئين من دخول البلاد. بدورها أعلنت المفوضية الأوروبية أن تركيا لم تعلن رسمياً عن تغيير في سياستها الخاصة باللاجئين في بلادها. إذ قال المتحدث باسم المدير التنفيذي للاتحاد الأوروبي في مؤتمر صحفي «أود التأكيد على أنه لم يصدر أي إعلان رسمي من الجانب التركي بشأن أي تغييرات في سياسة طالب اللجوء أو اللجوء أو سياسة المهاجرين».
استخدمت الشرطة اليونانية قنابل الدخان في أحد المعابر الحدودية، بينما أرسلت بلغاريا 1000 جندي إضافي إلى حدودها مع تركيا. في غضون ذلك، حذر الاتحاد الأوروبي الرئيس التركي رجب طيب أردوغان من أنه يتوقع أن تلتزم أنقرة بصفقة قيمتها 6 مليارات يورو لوقف الهجرة إلى دولها الأعضاء. إذ بموجب اتفاقية عام 2016، وافقت تركيا على وقف تدفق الأشخاص إلى الاتحاد الأوروبي مقابل الدعم المالي.